# Darmin Veletanlić
Darmin Veletanlić (Bosanska Dubica, 3. listopada 1962.), bosanskohercegovački je slikar, crtač, kipar i fotograf.

## Životopis
Darmin Veletanlić rođen je u Bosanskoj Dubici 1962. godine. Studirao na Likovnoj akademiji u Zagrebu (prof. Josip Bifel, prof. Nikola Koydl, prof. Vasilije Jordan).
Diplomirao je 1989. godine. Živi i radi u Parizu.

## Razlozi
Njegovi stvaralački razlozi leže u relaciji između impresija, ekspresija i stanja ili točnije u fizičko-metafizičkim relacijiama, koje traže odgovor na problematiku života općenito.
"Fleka, grebanje, prozračnost, svjetlost, pokret kista, oblik, odsjaj... su elementi moje slikarske sintakse, koja na kraju treba da dosegne metafizičko stanje kao: odsutnost, melankoliju, mir, uzbuđenje, tišinu, mekoću, sreću, noć, dan ..."

## Vanjske poveznice
- Darmin Veletanlić